# 柳川短期大学
柳川短期大学（やながわたんきだいがく）は、福岡県山門郡柳川町大字本城町において1952年に設置が計画されていた日本の私立短期大学である。

## 概要
1951年当時、文部省が発行した『戦後教育資料』によると、学校法人橘蔭学園により設置計画をされていたことがうかがえる。２つの学科を擁する短期大学を 翌年4月に開学すべく文部省に設置認可の申請を行う
も実現しなかった。なお、学校法人橘蔭学園は1980年に学校法人柳蔭学園に名称変更され、柳川高等学校を経営している。

## 設置予定学科
- 商経科[1]
- 貿易科[1]